# Municipio de Bessemer
El municipio de Bessemer (en inglés: Bessemer Township) es un municipio ubicado en el condado de Gogebic en el estado estadounidense de Míchigan. En el año 2010 tenía una población de 1176 habitantes y una densidad poblacional de 3,94 personas por km².

## Geografía
El municipio de Bessemer se encuentra ubicado en las coordenadas 46°23′29″N 89°55′23″O / 46.39139, -89.92306. Según la Oficina del Censo de los Estados Unidos, el municipio tiene una superficie total de 298.61 km², de la cual 294,57 km² corresponden a tierra firme y (1,35 %) 4,04 km² es agua.

## Demografía
Según el censo de 2010, había 1176 personas residiendo en el municipio de Bessemer. La densidad de población era de 3,94 hab./km². De los 1176 habitantes, el municipio de Bessemer estaba compuesto por el 99,06 % blancos, el 0,17 % eran afroamericanos, el 0,09 % eran amerindios, el 0,09 % eran asiáticos y el 0,6 % eran de una mezcla de razas. Del total de la población el 0,26 % eran hispanos o latinos de cualquier raza.